# Jan Müller (Maler)
Jan Müller (* 27. Dezember 1922 in Hamburg; † 29. Januar 1958 in New York City) war ein deutsch-amerikanischer Maler, der als einer der wichtigsten Vertreter des figurativen Expressionismus in den USA der 1950er Jahre gilt. Seine Werke zeichnen sich durch eine Kombination von gestischer Abstraktion und gegenständlichen Motiven aus, wobei er häufig mythologische und literarische Themen aufgriff.

## Leben
Jan Müller wurde 1922 in Hamburg geboren. Seine Eltern Heinrich und Lisa Müller waren Sozialisten und Gegner des nationalsozialistischen Regimes. Aufgrund der politischen Verfolgung wurde der Vater 1933 verhaftet, kam aber durch Bestechung von Freunden wieder frei. Die Familie floh daraufhin aus Deutschland zunächst nach Prag. Wegen der großen Zahl deutscher Flüchtlinge konnte die Familie dort nicht auf Dauer bleiben und reiste weiter. In den Jahren 1933 bis 1941 wurde die Familie immer wieder getrennt. Heinrich Müller ging nach Paris, Lisa Müller zog mit den Kindern nach Bex-les-Bains in der Schweiz, wo sie als Lehrerin in einem Internat arbeitete. In dieser Zeit erkrankte Jan Müller zum ersten Mal an rheumatischem Fieber, eine Krankheit, die ihn sein Leben lang begleiten sollte. 1936 zog die Familie nach Amsterdam, 1938 gingen Jan Müller und seine Schwester Ruth nach Paris. Im Mai 1940 kam Jan Müller in ein Internierungslager in Lyon. Nach dem Einmarsch deutscher Truppen in Paris floh er 1941 über Spanien und Portugal in die USA. Seine Schwester Ruth folgte ihm wenig später, während Lisa Müller und die jüngste Schwester Maren erst nach Kriegsende nachkommen konnten.
Jan Müller arbeitete zunächst auf einer Farm in Ohio und ließ sich dann in New York nieder, wo er unter anderem als Tellerwäscher, in einer Füllfederhalterfabrik und als Cutter arbeitete. Ab 1945 widmete er sich ganz der Kunst. Sein Interesse am Film beeinflusste seine Maltechnik, insbesondere die Anordnung seiner Werke in seriellen Sequenzen und die Verwendung von Nah- und Großaufnahmen.
Jan Müller begann seine künstlerische Ausbildung an der Art Students League, verließ diese jedoch nach einem halben Jahr und wechselte an die Hofmann School of Fine Art, die von Hans Hofmann geleitet wurde. Anfang der 1950er Jahre lebte Müller in einem spartanischen Atelier ohne Heizung in Manhattan. Die Sommermonate verbrachte er in Provincetown, Massachusetts, das für seine Künstlerszene bekannt war. 1951 organisierte er zusammen mit Wolf Kahn und Felix Pasilis die Ausstellung „813 Broadway“, da es für junge Künstler schwierig war, Ausstellungsräume zu finden. Der Erfolg dieser Ausstellung führte 1952 zur Gründung der Hansa Gallery, einer Genossenschaft von Müller, Kahn, Pasilis und anderen Künstlern wie Richard Stankiewicz, Barbara und Miles Forst, Allan Kaprow und Jean Follet. Der Name der Galerie bezog sich auf die mittelalterliche Hanse und ihren Meister Hans Hofmann.
Jan Müller litt sein Leben lang an Rheuma. 1954 unterzog er sich einer Herzoperation, bei der ihm ein Herzschrittmacher eingesetzt wurde. Er starb 1958 im Alter von 35 Jahren. Trotz seines kurzen Lebens hinterließ Jan Müller ein bedeutendes künstlerisches Werk, das gestische Abstraktion und figurative Malerei verbindet.

## Werk
In den späten 1940er Jahren begann Müller seine sogenannten „Mosaik“-Bilder zu malen, die aus kleinen, unregelmäßigen Farbfeldern bestehen. Anfang der 1950er Jahre wandelte sich sein Stil von der reinen Abstraktion zu einer Synthese aus Abstraktion und Gegenständlichkeit. Um 1952 wird seine Farbpalette gedämpfter. Es entstanden Werke, die oft mythologische oder literarische Themen behandeln.  